# Oxalis wulingensis
Oxalis wulingensis är en harsyreväxtart som beskrevs av T.Deng, D.G.Zhang & Z.L.Nie. Oxalis wulingensis ingår i släktet oxalisar, och familjen harsyreväxter. Inga underarter finns listade i Catalogue of Life.